# Államok vezetőinek listája 792-ben
Ezen az oldalon az i. sz. 792-ben fennálló államok vezetőinek névsora olvasható földrészek, majd országok szerinti bontásban.

## Európa
- Asztúriai Királyság
  - Király: II. Alfonz (791–842)

- Beneventói Hercegség
  - Herceg: III. Grimoald (787-806)

- Bizánci Birodalom
  - Császár: VI. Kónsztantinosz (780–797)

- Bolgár Kánság
  - Kán: Kardam (777–802)

- Córdobai Emirátus
  - Emír: I. Hisám (788–796)

- Frank Birodalom
  - Király: Nagy Károly (768–814)
  - Friuli Hercegség
    - Herceg: Eric (789-799)

  - Spoletói Hercegség
    - Herceg: Winigis (789-822)

- Pápai Állam
  - Pápa: I. Adorján (772–795)

- Velencei Köztársaság
  - Dózse: Giovanni Galbaio (787–803)

### Britannia
- Dál Riata
  - Király: Konstantin (781–820)

- Essexi Királyság
  - Király: I. Sigeric (kb. 760–798)

- Gwynedd
  - Király: Caradog ap Meirion (754–798)

- Kelet-angliai Királyság
  - Király: II. Æthelberht (780–794)

- Kenti Királyság
  - Király: Offa (785–796)

- Mercia
  - Király: Offa (757–796)

- Northumbria
  - Király: I. Æthelred (790–796)

- Piktek
  - Király: Causantín mac Fergusa (789–820)

- Powys
  -     - Herceg: Cadell ap Brochfael (773–808)

- Strathclyde
  - Király: II. Riderch (780–kb. 810)

- Wessexi Királyság
  - Király: Beorhtric (786–802)

## Ázsia
- Abbászida Kalifátus
  - Kalifa: Hárún ar-Rásíd (786–809)

- Ibériai Királyság
  - Király: I. Asot (786–830)

- India
  - Anuradhapura
    - Király: II. Mahinda (787-807)

  - Karkota-dinasztia
    - Király: Dzsajapida (779–813)

  - Pallava
    - Király: Thandivarman (775–825)

  - Pándja-dinasztia
    - Király: II. Raszaszingan (790–800)

  - Pratihara-dinasztia
    - Király: Vatszaradzsa (775–805)

  - Rástrakúta-dinasztia
    - Király: Dhruva Dharavarsa (780–793)

- Japán
  - Császár: Kanmu (781–806)

- Kína (Tang-dinasztia)
  - Császár: Tang Tö-cung (779–805)

- Korea
  - Silla
    - Király: Vonszong (785–798)

  - Palhe
    - Király: Mun (738–794)

- Nancsao
  - Király: Yimouxun (779-808)

- Tibet
  - Király: Triszong Decen (755–796)

- Ujgur Kaganátus
  - Kagán: Tunbaga (780-789)

## Afrika
- Idríszidák
  - Imám: II. Idrísz (791–828)

- Rusztamidák
  - Imám: Abd al-Vahháb ibn Abd al-Rahmán (788–824)

- Akszúmi Királyság
  - Akszúmi uralkodók listája

## Amerika
- Copán
  - Király: Yax Pasaj Chan Yoaat (762–820)
- Tikal
  - Király: II. Yax Nuun Ayiin (768–794)

## Fordítás
- Ez a szócikk részben vagy egészben  a   Liste der Staatsoberhäupter 792 című német Wikipédia-szócikk ezen változatának fordításán alapul.  Az eredeti cikk szerkesztőit annak laptörténete sorolja fel. Ez a jelzés csupán a megfogalmazás eredetét és a szerzői jogokat jelzi, nem szolgál a cikkben szereplő információk forrásmegjelöléseként.